# Pelargonium columbinum
Pelargonium columbinum är en näveväxtart som beskrevs av Nikolaus Joseph von Jacquin. Pelargonium columbinum ingår i släktet pelargoner, och familjen näveväxter. Inga underarter finns listade i Catalogue of Life.